# 马雷莱菲塞
马雷莱菲塞（法語：Marey-lès-Fussey，法語發音：[maʁɛ lɛ fysɛ]，意为“菲塞附近的马雷”）是法国科多尔省的一个市镇，属于博讷区。

## 地理
马雷莱菲塞（47°7'11"N, 4°51'28"E）面积3.97 平方千米，位于法国勃艮第-弗朗什-孔泰大區科多尔省，该省份为法国中东部省份，北起奥布省，西接涅夫勒省和约讷省，南至索恩-卢瓦尔省，东南接汝拉省，东临上索恩省，东北部与上马恩省接壤。
与马雷莱菲塞接壤的市镇（或旧市镇、城区）包括：阿尔瑟南、维莱拉费、埃什夫罗讷、菲塞、默耶。
马雷莱菲塞的时区为UTC+01:00、UTC+02:00（夏令时）。

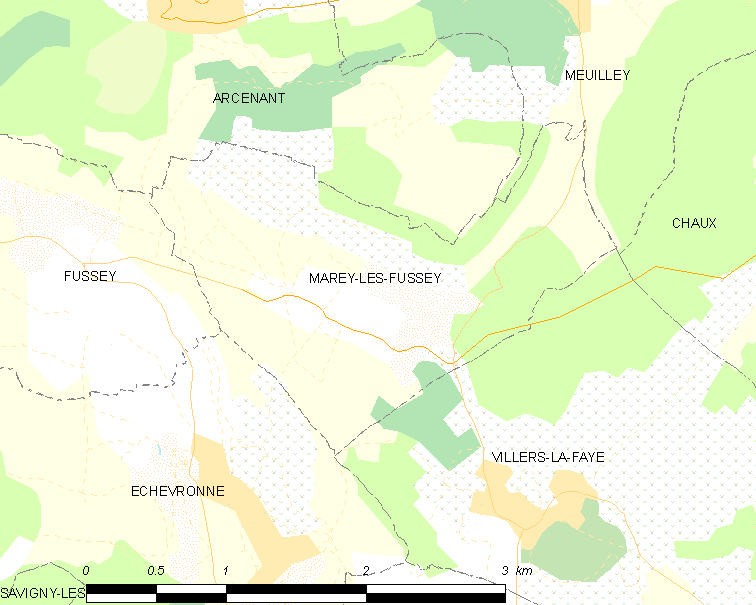
马雷莱菲塞的OSM定位图

## 行政
马雷莱菲塞的邮政编码为21700，INSEE市镇编码为21384。

## 政治
马雷莱菲塞所属的省级选区为尼伊圣乔治县。

## 人口

1962-2008年间马雷莱菲塞人口变化图示

马雷莱菲塞于2022年1月1日时的人口数量为84人。